# Яфуриды
Яфуриды или Йуфириды (Бану Йафур или Бану Йуфир, араб. بنو يعفر‎) — йеменская арабская династия, удерживавшая власть в высокогорье Йемена в 847—997 годах. Яфуриды номинально признавали сюзеренитет Аббасидских халифов. Их центрами были Сана и Шибам.

## Развитие династии
В то время, когда прямое правление Аббасидов над Йеменом шло на спад, Яфуриды из Шибама начали расширять своё влияние в йеменском нагорье. Они утверждали, что являются потомками химьяритских царей. Первое нападение на Сану в 841 году потерпело поражение и к Йемену пришло аббасидское войско из Ирака для укрепления власти халифа. Тем не менее, Яфуриды смогли успешно отразить атаки на свою крепость в Шибаме. В 847 году Яфуриды покорили территорию между городами Саада и Таиз. Сана попала к ним в руки, когда правитель города бежал из Йемена. Сана на некоторое время стала центром новой династии Яфуридов.

## Внутренние распри и временное затмение
После стабильного 25-ти летнего правления основатель династии Йафур (Йуфир) ибн Абд ар-Рахман аль-Хивали аль-Химьяри оставил в 872 году государственное правление своему сыну Мухаммеду. Мухаммед ибн Йуфир предпочтитал использовать Шибам в качестве столицы своего государства. В 873 году он получил для себя подтверждение на правление от Аббасидского халифа. Мухаммед правил в Сане, Джанаде и Хадрамауте, однако с уважением относился к династии Зиядидов, правившей в низменности Тихама.
Сана была затоплена в 876 году в результате наводнения, что послужило мотивом для Мухаммеда предпринять паломничество в Мекку и в дальнейшем больше посвящать своё время религии. Наследник Маухаммеда, Ибрахим, убил отца и дядю в мечети Шибама в 892 (или в 882) году, желая отстранить их от претензий на власть. После этого ряд восстаний привёл к изгнанию Яфуридов из Саны. После 895 года страна погрузилась в хаос.

## Борьба за Сану
В начале X века шла борьба между Зайдитами и местными кланами йеменского высокогорья. Первый зайдитский имам аль-Хади иля-ль-Хакк Яхъя временно взял власть над Саной в 901 году, но позднее был вынужден покинуть город. В это же время Ибн Хаушаб и Али ибн аль-Фадль распространяли влияние Фатимидов среди горных племён и приобрели много последователей. Этих вождей причисляют к карматам, однако они фактически были наместниками Фатимидов. Они оказались способными подчинить Сану в 905 году и ограничили территорию Яфуридов  Шибамом и Каукабаном. В период правления Яфурида Абу Хасана Асада ибн Ибрахима его власть распространялась на Джауф и далее на север. В то время власть в Сане менялась очень часто. С 901 по 913 годы город, как говорят, был завоёван 20 раз, сдан путём переговоров три раза, и безуспешно осаждался пять раз. В конце концов Яфуриды сумели победить сторонников Фатимидов и с победой вернуть Сану в 916 году.

## Конец династии
Абу Хасан Асад ибн Ибрахим скончался в 944 году и, как оказалось, он был последним значительным правителем династии Яфуридов. В середине X века династия пришла в упадок в результате вражды между членами семьи. Зайдитский имам аль-Мухтар аль-Касим сумел захватить Сану в 956 году, но был убит в том же году вождём клана Бану Хамдан по имени Мухаммад ибн ад-Даххак. Мухаммад ибн ад-Даххак правил государством до 963 года. После него правитель Хаулана по имени аль-Асмар Юсуф посадил на трон Яфурида Абдаллаха ибн Кахтана. Абдаллах ибн Кахтан успешно атаковал Зиядидов в 989 году, осадив Забид. Затем он перестал упоминать Аббасидов в хутбе и перешёл под сюзеренитет египетских Фатимидов. Абдаллах умер в 997 году. Его преемником стал его сын Асад II, при котором власть Яфуридов над Саной вскоре прекратилась и династия больше не имела политического значения. Династия время от времени упоминается в летописях до 1280 года.

## Список правителей
- Йафур (Йуфир) ибн Абд ар-Рахман аль-Хивали аль-Химьяри (847—872)
- Мухаммад I ибн Йуфир (872—892 или 872—882)
- Абд аль-Кахир ибн Ахмад ибн Йуфир (892)
- Ибрахим ибн Мухаммад ибн Йуфир (892—898 или 882—886)
- Асад I ибн Ибрахим (ок. 898—944)
- Мухаммад II ибн Ибрахим (944—956)
- Абдаллах ибн Кахтан ибн Мухаммад II (963—997)
- Асад II ибн Абдаллах (997)

## Примечание
1. ↑  G. Rex Smith, «Politische Geschichte des islamischen Jemen bis zur ersten türkischen Invasion» in Werner Daum, Jemen, Frankfurt am Main, p. 137.
2. ↑  H.C. Kay, Yaman: Its early medieval history, London 1892, p. 223-4.
3. ↑  R.B. Serjeant & R. Lewcock, San’a'; An Arabian Islamic City, London 1983, p. 55.
4. ↑  G. Rex Smith, «Politische Geschichte des islamischen Jemen bis zur ersten türkischen Invasion» in Werner Daum, Jemen, Frankfurt am Main, p. 138.
5. ↑  R.B. Serjeant & R. Lewcock, San’a'; An Arabian Islamic City, London 1983, p. 56.
6. ↑  Enzyklopädie des Islam, Vol. III, Leiden 1936, p. 155.
7. ↑  H.C. Kay, Yaman: Its early medieval history, London 1892, pp. 225-7.